# Vadstena, Söderköpings, Skänninge, Motala och Gränna valkrets
Vadstena, Söderköpings, Skänninge, Motala och Gränna valkrets var vid riksdagsvalen till andra kammaren 1881–1905 en egen valkrets med ett mandat och omfattade städerna Vadstena, Söderköping, Skänninge, Motala och Gränna. Valkretsen utökades vid valet 1908 med Askersunds stad och bytte således namn till Vadstena, Söderköpings, Skänninge, Motala, Gränna och Askersunds valkrets.

## Riksdagsmän
- Johan Gustaf Granlund (1882–27/12 1886)
- Wilhelm Metzén, lmp 1887, nya lmp 1888–1890 (1887–1890)
- August Zotterman, gamla lmp 1891–1894, fr c 1895–1896, Friesenska 1899 (1891–1899)
- Conrad Vahlquist, lmp 1900–1902, högervilde 1907–1908 (1900–1908)

## Valresultat

### 1896
| Andrakammarvalet i Sverige 1896: Vadstena, Söderköpings, Skänninge, Motala och Gränna valkrets | Andrakammarvalet i Sverige 1896: Vadstena, Söderköpings, Skänninge, Motala och Gränna valkrets | Andrakammarvalet i Sverige 1896: Vadstena, Söderköpings, Skänninge, Motala och Gränna valkrets | Andrakammarvalet i Sverige 1896: Vadstena, Söderköpings, Skänninge, Motala och Gränna valkrets | Andrakammarvalet i Sverige 1896: Vadstena, Söderköpings, Skänninge, Motala och Gränna valkrets |
| Kandidat                                                                                       | Kandidat                                                                                       | Röster                                                                                         | Röster                                                                                         | Röster                                                                                         |
| Kandidat                                                                                       | Kandidat                                                                                       | Antal                                                                                          | %                                                                                              | +− %                                                                                           |
| ---------------------------------------------------------------------------------------------- | ---------------------------------------------------------------------------------------------- | ---------------------------------------------------------------------------------------------- | ---------------------------------------------------------------------------------------------- | ---------------------------------------------------------------------------------------------- |
|                                                                                                | August Zotterman                                                                               | 249                                                                                            | 56,6                                                                                           |                                                                                                |
|                                                                                                | John Andersson                                                                                 | 191                                                                                            | 43,4                                                                                           |                                                                                                |
| Antal giltiga röster                                                                           | Antal giltiga röster                                                                           | 440                                                                                            |                                                                                                |                                                                                                |
| Kasserade röster                                                                               | Kasserade röster                                                                               | 4                                                                                              |                                                                                                |                                                                                                |
| Totalt                                                                                         | Totalt                                                                                         | 444                                                                                            |                                                                                                |                                                                                                |

- Valdeltagandet låg på 72,3%.

### 1899
| Andrakammarvalet i Sverige 1899: Vadstena, Söderköpings, Skänninge, Motala och Gränna valkrets | Andrakammarvalet i Sverige 1899: Vadstena, Söderköpings, Skänninge, Motala och Gränna valkrets | Andrakammarvalet i Sverige 1899: Vadstena, Söderköpings, Skänninge, Motala och Gränna valkrets | Andrakammarvalet i Sverige 1899: Vadstena, Söderköpings, Skänninge, Motala och Gränna valkrets | Andrakammarvalet i Sverige 1899: Vadstena, Söderköpings, Skänninge, Motala och Gränna valkrets |
| Kandidat                                                                                       | Kandidat                                                                                       | Röster                                                                                         | Röster                                                                                         | Röster                                                                                         |
| Kandidat                                                                                       | Kandidat                                                                                       | Antal                                                                                          | %                                                                                              | +− %                                                                                           |
| ---------------------------------------------------------------------------------------------- | ---------------------------------------------------------------------------------------------- | ---------------------------------------------------------------------------------------------- | ---------------------------------------------------------------------------------------------- | ---------------------------------------------------------------------------------------------- |
|                                                                                                | Conrad Vahlquist                                                                               | 185                                                                                            | 34,6                                                                                           |                                                                                                |
|                                                                                                | Hugo Andersson i Motala                                                                        | 184                                                                                            | 34,5                                                                                           |                                                                                                |
|                                                                                                | August Zotterman (Fries.)                                                                      | 165                                                                                            | 30,9                                                                                           |                                                                                                |
| Antal giltiga röster                                                                           | Antal giltiga röster                                                                           | 534                                                                                            |                                                                                                |                                                                                                |
| Kasserade röster                                                                               | Kasserade röster                                                                               | 3                                                                                              |                                                                                                |                                                                                                |
| Totalt                                                                                         | Totalt                                                                                         | 537                                                                                            |                                                                                                |                                                                                                |

Valet ägde rum den 13 september 1899. Valdeltagandet låg på 79,1%. På grund av den jämna utgången fick det dock tas om.
| Andrakammarvalet i Sverige 1899: Vadstena, Söderköpings, Skänninge, Motala och Gränna valkrets | Andrakammarvalet i Sverige 1899: Vadstena, Söderköpings, Skänninge, Motala och Gränna valkrets | Andrakammarvalet i Sverige 1899: Vadstena, Söderköpings, Skänninge, Motala och Gränna valkrets | Andrakammarvalet i Sverige 1899: Vadstena, Söderköpings, Skänninge, Motala och Gränna valkrets | Andrakammarvalet i Sverige 1899: Vadstena, Söderköpings, Skänninge, Motala och Gränna valkrets |
| Kandidat                                                                                       | Kandidat                                                                                       | Röster                                                                                         | Röster                                                                                         | Röster                                                                                         |
| Kandidat                                                                                       | Kandidat                                                                                       | Antal                                                                                          | %                                                                                              | +− %                                                                                           |
| ---------------------------------------------------------------------------------------------- | ---------------------------------------------------------------------------------------------- | ---------------------------------------------------------------------------------------------- | ---------------------------------------------------------------------------------------------- | ---------------------------------------------------------------------------------------------- |
|                                                                                                | Conrad Vahlquist                                                                               | 368                                                                                            | 53,6                                                                                           |                                                                                                |
|                                                                                                | August Zotterman (Fries.)                                                                      | 316                                                                                            | 46,1                                                                                           |                                                                                                |
|                                                                                                | Övriga kandidater                                                                              | 2                                                                                              | 0,3                                                                                            |                                                                                                |
| Antal giltiga röster                                                                           | Antal giltiga röster                                                                           | 686                                                                                            |                                                                                                |                                                                                                |
| Kasserade röster                                                                               | Kasserade röster                                                                               | 2                                                                                              |                                                                                                |                                                                                                |
| Totalt                                                                                         | Totalt                                                                                         | 688                                                                                            |                                                                                                |                                                                                                |

Valet ägde rum den 13 december 1899. Valdeltagandet låg på 84,3%. 

### 1902
| Andrakammarvalet i Sverige 1902: Vadstena, Söderköpings, Skänninge, Motala och Gränna valkrets | Andrakammarvalet i Sverige 1902: Vadstena, Söderköpings, Skänninge, Motala och Gränna valkrets | Andrakammarvalet i Sverige 1902: Vadstena, Söderköpings, Skänninge, Motala och Gränna valkrets | Andrakammarvalet i Sverige 1902: Vadstena, Söderköpings, Skänninge, Motala och Gränna valkrets | Andrakammarvalet i Sverige 1902: Vadstena, Söderköpings, Skänninge, Motala och Gränna valkrets |
| Kandidat                                                                                       | Kandidat                                                                                       | Röster                                                                                         | Röster                                                                                         | Röster                                                                                         |
| Kandidat                                                                                       | Kandidat                                                                                       | Antal                                                                                          | %                                                                                              | +− %                                                                                           |
| ---------------------------------------------------------------------------------------------- | ---------------------------------------------------------------------------------------------- | ---------------------------------------------------------------------------------------------- | ---------------------------------------------------------------------------------------------- | ---------------------------------------------------------------------------------------------- |
|                                                                                                | Conrad Vahlquist                                                                               | 316                                                                                            | 53,5                                                                                           |                                                                                                |
|                                                                                                | A. Petrén från Uppsala                                                                         | 273                                                                                            | 46,2                                                                                           |                                                                                                |
|                                                                                                | Övriga kandidater                                                                              | 2                                                                                              | 0,3                                                                                            | —                                                                                              |
| Antal giltiga röster                                                                           | Antal giltiga röster                                                                           | 591                                                                                            |                                                                                                |                                                                                                |
| Kasserade röster                                                                               | Kasserade röster                                                                               | 1                                                                                              |                                                                                                |                                                                                                |
| Totalt                                                                                         | Totalt                                                                                         | 592                                                                                            |                                                                                                |                                                                                                |

Valet ägde rum den 23 september 1902. Valdeltagandet låg på 78,0%.

### 1905
| Andrakammarvalet i Sverige 1905: Vadstena, Söderköpings, Skänninge, Motala och Gränna valkrets | Andrakammarvalet i Sverige 1905: Vadstena, Söderköpings, Skänninge, Motala och Gränna valkrets | Andrakammarvalet i Sverige 1905: Vadstena, Söderköpings, Skänninge, Motala och Gränna valkrets | Andrakammarvalet i Sverige 1905: Vadstena, Söderköpings, Skänninge, Motala och Gränna valkrets | Andrakammarvalet i Sverige 1905: Vadstena, Söderköpings, Skänninge, Motala och Gränna valkrets |
| Kandidat                                                                                       | Kandidat                                                                                       | Röster                                                                                         | Röster                                                                                         | Röster                                                                                         |
| Kandidat                                                                                       | Kandidat                                                                                       | Antal                                                                                          | %                                                                                              | +− %                                                                                           |
| ---------------------------------------------------------------------------------------------- | ---------------------------------------------------------------------------------------------- | ---------------------------------------------------------------------------------------------- | ---------------------------------------------------------------------------------------------- | ---------------------------------------------------------------------------------------------- |
|                                                                                                | Conrad Vahlquist                                                                               | 426                                                                                            | 63,1                                                                                           | ▲9,6                                                                                           |
|                                                                                                | Hugo Andersson i Motala (radikal)                                                              | 248                                                                                            | 36,7                                                                                           |                                                                                                |
|                                                                                                | Övriga kandidater                                                                              | 1                                                                                              | 0,2                                                                                            | —                                                                                              |
| Antal giltiga röster                                                                           | Antal giltiga röster                                                                           | 675                                                                                            |                                                                                                |                                                                                                |
| Kasserade röster                                                                               | Kasserade röster                                                                               | 3                                                                                              |                                                                                                |                                                                                                |
| Totalt                                                                                         | Totalt                                                                                         | 678                                                                                            |                                                                                                |                                                                                                |

Valet ägde rum den 15 september 1905. Valdeltagandet låg på 77,4%.